# Brezno Gora
Brezno Gora is een plaats in de gemeente Hum na Sutli in de Kroatische provincie Krapina-Zagorje. De plaats telt 88 inwoners (2001).